# Фріц Ребелль
Фріц Ребелль (нім. Fritz Rebell; 7 травня 1905, Гойзенштамм — 10 жовтня 1990) — німецький футбольний тренер.

## Тренерська кар'єра
Свою тренерську кар'єру в 1946 році Фріц Ребелль почав в аматорському клубі «Хорас 1910» з міста Фульда. У 1949 році він опинився в «Вальдгофі», а через два роки в «Геттінгені». Ці два клуби виступали в Оберлігах, вищих на той момент лігах Німеччини, з числа переможців яких в окремому турнірі визначався чемпіон країни. За час роботи у цих командах Ребелль не домігся серйозних успіхів — його колективи рік від року балансували в серединах турнірних таблиць. Найвищим успіхом його в «Геттінгені» стало п'яте місце в сезоні 1952/53 і перемога Гюнтера Шлегеля в суперечці бомбардирів.
Далі в його кар'єрі були «Боруссія» з Фульди, «Аугсбург» і «Вікторія Ашаффенбург». Цього разу конкуренція в Оберлізі «Південь» виявилася серйознішою, і Ребелль був змушений безперервно боротися за виживання. У 1959 році він повернувся в «Боруссію» з Фульди і працював у ній до структурної реорганізації німецького футболу в 1963 році, яка призвела до утворення Бундесліги. За підсумками сезону 1962/63 «Боруссія» повинна була влитися в нову Регіоналлігу, але Ребелль вирішив піти з команди.
У наступному році він знову опинився в «Геттінгені» і зумів вивести його в Регіоналлігу «Північ» з третього по силі дивізіону. У сезонах 1965/66, 1966/67, 1967/68 йому вдалося тричі поспіль займати з командою друге місце. У 1967 році вони не змогли пройти в стикових матчах за вихід в Бундеслігу, поступившись цим правом «Алеманії», а в 1968 році — «Герті».
Після невдалого сезону 1968/69 року, де «Геттінген» опустився на четверту позицію, Ребелль отримав пропозицію від бременського «Вердера», який був у серйозній кризі після відходу Віллі Мультгаупа і змінив безліч невдалих тренерів. Їм була затіяна серйозна зміна складу — команду залишили Макс Лоренц, Карл Ловег, Рольф Швайгхефер, Герхард Зебровський, Фред Шауб, Дітгельм Фернер і Бернд Рупп. Їм натомість був придбаний ряд гравців, серед яких виділявся Егон Коордес, але бажаної зміни результатів не сталося, і керівництво клубу вирішило 14 березня 1970 року розірвати з Ребеллем контракт. «Вердер» на той момент перебував на 12-му місці в турнірній таблиці, а через два дні команді був представлений початківець тренер — Ганс Твльковскі.
Після цих подій Ребелль повернувся в «Боруссію» з Фульди, де пропрацював ще три роки до завершення кар'єри.